# Stokes lag
Stokes lag är sambandet mellan friktionen på sfäriska objekt med litet reynoldstal (till exempel väldigt små partiklar) i en kontinuerlig viskös fluid. Den introducerades 1851 av George Gabriel Stokes genom att lösa ett specialfall av den i allmänhet olösbara Navier-Stokes ekvationen:
{\displaystyle \,F=6\pi r\eta v,}
där:
F är friktionskraften
r är Stokesradien på partikeln
{\displaystyle \eta } är fluidens viskositet
{\displaystyle v} är partikelns hastighet.
Om en partikel faller fritt i en viskös fluid, kan man räkna ut en resulterande jämviktshastighet för partikeln.
{\displaystyle v_{s}={\frac {2}{9}}{\frac {r^{2}g(\rho _{p}-\rho _{f})}{\eta }},}
där:
{\displaystyle v_{s}} är jämviktshastigheten för partikeln  (riktat neråt om {\displaystyle \rho _{p}>\rho _{f}} och uppåt om {\displaystyle \rho _{p}<\rho _{f}})
g är tyngdaccelerationen
{\displaystyle \rho _{p}} är partikelns densitet
{\displaystyle \rho _{f}} är fluidens densitet.